# Krystyna Zagórska
Krystyna Zagórska (Rzeszów, 20 marzo 1956) è un'ex cestista polacca.

## Carriera
Con la Polonia ha disputato i Campionati del mondo del 1983 e due edizioni dei Campionati europei (1978, 1983).